# القزعة (مناخة)

تعديل مصدري - تعديل

القزعة هي إحدى قرى عزلة المغارب العليا بمديرية مناخة التابعة لمحافظة صنعاء، بلغ تعداد سكانها 203 نسمة حسب تعداد اليمن لعام 2004.